# His Official Fiancée
His Official Fiancée er en amerikansk stumfilm fra 1919 af Robert G. Vignola.

## Medvirkende
- Vivian Martin som Monica Trant
- Forrest Stanley som Wililam Waters
- Vera Sisson som Cicely Harradine
- Hugh Huntley som Sydney Vandeleur
- Mollie McConnell som Mrs. Waters